# Solenopsis juliae
Solenopsis juliae es una especie de hormiga del género Solenopsis, subfamilia Myrmicinae.

## Distribución
Esta especie se encuentra en Armenia y Rusia.